# Ford Sierra RS Cosworth
La Ford Sierra RS Cosworth è un'autovettura sportiva, prodotta dalla casa automobilistica statunitense Ford dal 1986 al 1992, come versione ad alte prestazioni della Ford Sierra, per poter essere omologata e gareggiare nella categoria Gruppo A nei campionati rally e turismo.

## Vettura stradale

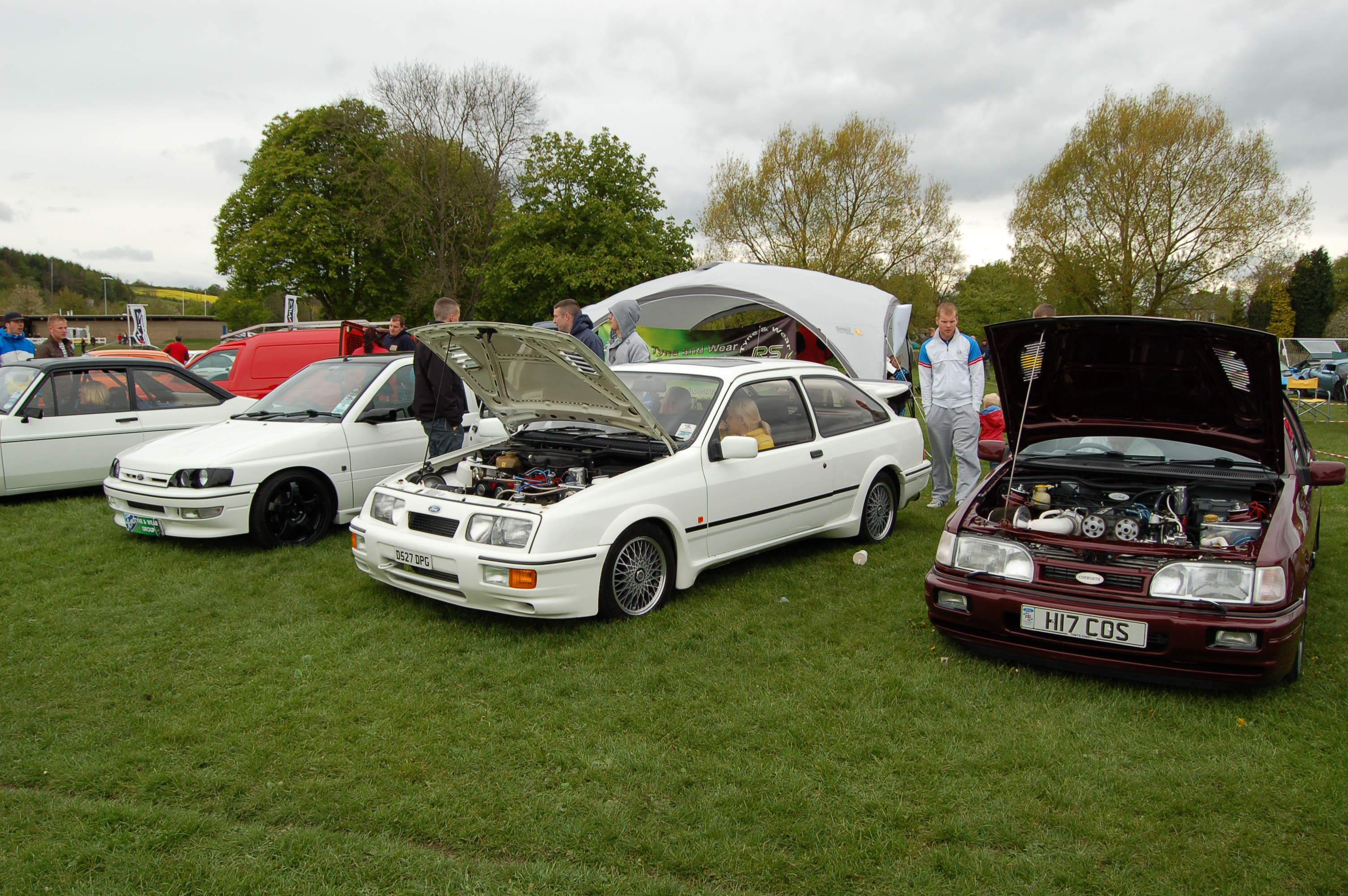
Raffronto tra la Coupé e la Sapphire

Il progetto fu avviato da Stuart Turner nella primavera del 1983, appena dopo che era stato nominato capo del reparto Ford Motorsport in Europa. Turner si rese conto che la Ford non era più competitiva nel settore delle competizioni sportive con la gamma di veicoli dell'epoca.
Turner contattò Walter Hayes, all'epoca vicepresidente delle pubbliche relazioni della Ford, per ottenere da lui supporto per il progetto. Hayes in precedenza aveva già lavorato allo sviluppo della Ford GT40 che vinse a Le Mans nel 1966 e alla realizzazione del motore Cosworth DFV che ottenne 154 vittorie e 12 campionati del mondo in Formula 1 tra gli anni '60 e '70.
Turner invitò Ken Kohrs, l'allora vicepresidente del reparto sviluppo, a visitare la Cosworth dove venne presentato un progetto di motore sviluppato su iniziativa della stessa, il motore YAA. Il motore era un bialbero a 16 valvole basato sul blocco motore T88 della Ford, meglio noto come Pinto. Questo prototipo fece da base per il motore di cui Turner aveva bisogno per la nuova vettura da omologare nel Gruppo A. Di questo motore la Ford ne richiese una versione turbo (chiamato Cosworth YBD) capace di 180 CV sulla vettura stradale e 300 CV in quella da gara. Cosworth rispose positivamente, ma pose due condizioni: il motore doveva avere circa 150 kW (204 CV) nella versione stradale e dovevano esserne prodotte almeno 15 000 unità.

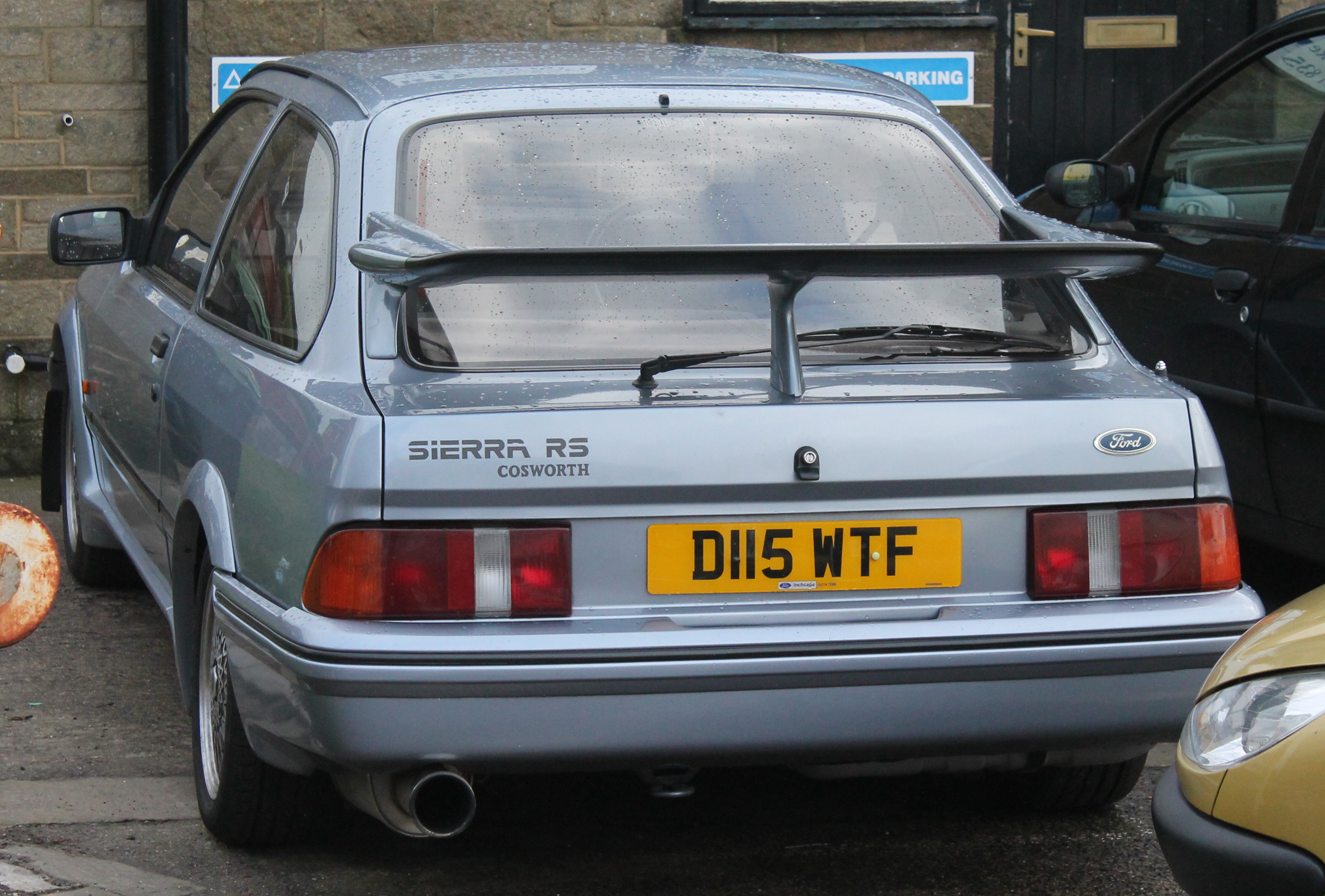
Dettaglio della parte posteriore, con il caratteristico alettone chiamato "pinnone"

Per la trasmissione venne preso il cambio Borg-Warner T5, già utilizzato sulla coeva Ford Mustang, ma a causa di alcuni problemi dovuti ai maggiori regimi di rotazione, venne pesantemente modificato.
Nell'aprile 1983 il team guidato da Turner decise di utilizzare la Sierra come base per la futura vettura da omologare bel gruppo A.

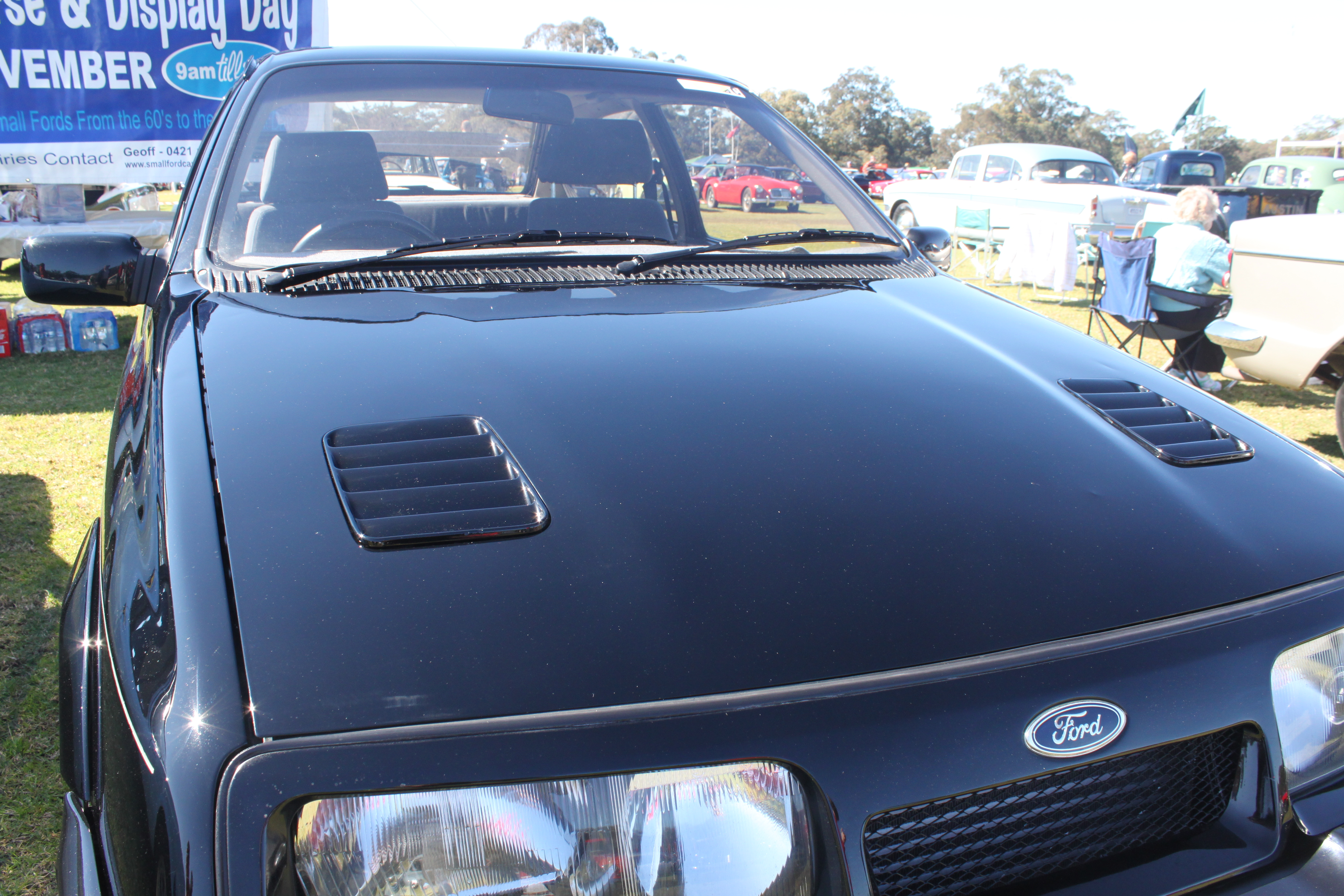
Dettaglio del frontale, con le "branchie" sul cofano per il raffreddamento e la presa d'aria tra i fanali per l'intercooler

Molte delle differenze e migliorie sulle sospensione tra la Sierra standard e la Cosworth vennero sviluppate utilizzando l'esperienza appresa gareggiando con la Merkur XR4Ti turbo di Jack Roush in America nell'IMSA e alle vittorie di Andy Rouse nel Campionato Britannico turismo nel 1985. Gran parte della Sierra Cosworth venne sviluppa dall'esperienza maturata con la XR4Ti. L'ingegnerizzazione delle sospensioni e dell'aerodinamica venne fatta sulla base delle vetture che Roush utilizzava nell'IMSA. Alcune componenti della XR4Ti vennero riutilizzate sulla Cosworth, come il cruscotto e il quadro strumenti o le piastre di irrigidimento del telaio.
Lothar Pinske, responsabile della carrozzeria della vettura, per rendere l'auto più stabile alle alte velocità montò un alettone sul portellone posteriore, in quanto la carrozzeria della Sierra standard generava della portanza aerodinamica anche a velocità relativamente moderate.
Dopo numerosi test e prove in galleria del vento e sul circuito di Nardò in Italia, venne presentato un prototipo alla direzione del progetto. Questo era basato su un corpo vettura della XR4i con modifiche provvisorie in fibra di vetro e alluminio. Esteticamente le differenze maggiori rispetto alle altre Sierra erano l'ala posteriore che era stata montata per aumentare la stabilità alle alte velocità e la presa d'aria tra i fari, che era necessaria per raffreddare l'intercooler e i codolini passaruota che servivano per ospitare le ruote di maggiori dimensioni con canale da 10 pollici della versione da competizione.

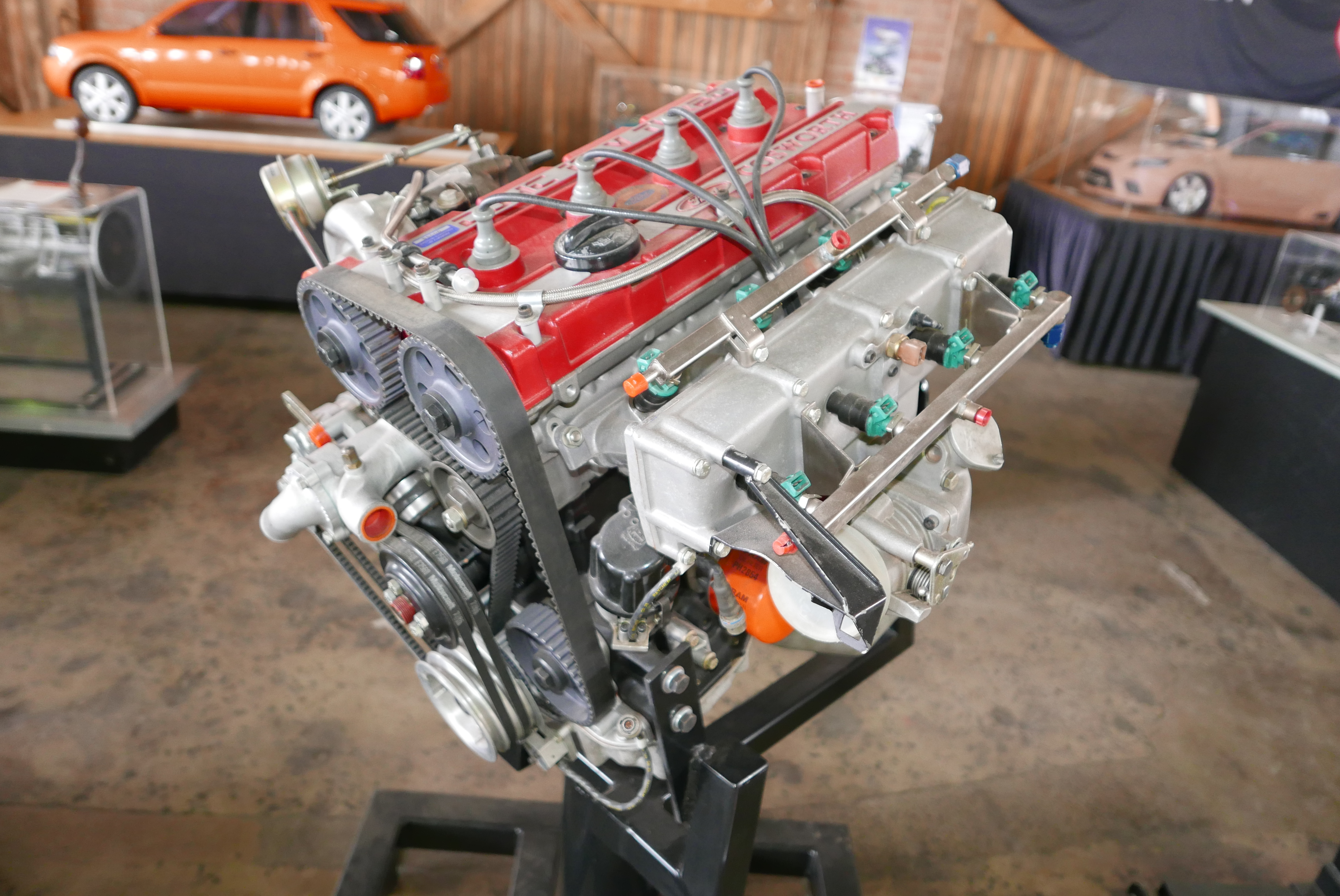
Motore Cosworth YBD di una Sierra RS500; notare il secondo set di ulteriori 4 iniettori supplementari

Inoltre la Ford adottò alcune accortezze per ridurre il prezzo dell'auto. Ad esempio, l'auto era offerta con solo tre colorazioni (nero, bianco e grigio) e un unico colore per gli interni, il grigio. C'erano solo tre optional: la chiusura centralizzata, il tetto apribile e gli alzacristalli elettrici.
La Ford Sierra RS Cosworth fu presentata per la prima volta al pubblico al Salone di Ginevra nel marzo 1985. Fu lanciata nel luglio 1986 e ne furono prodotte 5545 in totale, di cui 500 furono inviate a Tickford per essere convertite nella versione RS500.
Sotto il cofano anteriore a spingere la vettura c'era il Cosworth YBD, un motore a 4 cilindri da 1993 cm³ bialbero a 16 valvole che era alimentato ad iniezione elettronica multipoint indiretta con 4 iniettori della Weber ed accensione anch'essa elettronica della Marelli, con turbina Garrett T3, che erogava 204 cavalli. La vettura raggiungeva la velocità massima di circa 149 mph e scattava da 0-60 mph in 6,5 secondi. A livello aerodinamico, aveva un coefficiente di resistenza pari a 0,345 e lo spoiler posteriore generava una deportanza massima di 20 kgf a 150 mph. Meccanicamente era dotata di un impianto frenante a quattro dischi autoventilanti fornito di ABS, con i freni anteriori che avevano un disco dal diametro di 28,3 cm che veniva morso da pinze a 4 pistoncini, mentre al posteriori c'erano dischi da 27,3 cm con pinza a doppio pompante. La Cosworth calzava pneumatici 205/50 VRx15, su ruote in leghe BBS da 15 pollici "x7". Il cambio era a 5 marce, con differenziale posteriore a giunto viscoso a slittamento limitato.

### Scheda tecnica
| Caratteristiche tecniche - Ford Sierra RS Cosworth      | Caratteristiche tecniche - Ford Sierra RS Cosworth                               | Caratteristiche tecniche - Ford Sierra RS Cosworth                               | Caratteristiche tecniche - Ford Sierra RS Cosworth                                            | Caratteristiche tecniche - Ford Sierra RS Cosworth                                            | Caratteristiche tecniche - Ford Sierra RS Cosworth                                            |
| ------------------------------------------------------- | -------------------------------------------------------------------------------- | -------------------------------------------------------------------------------- | --------------------------------------------------------------------------------------------- | --------------------------------------------------------------------------------------------- | --------------------------------------------------------------------------------------------- |
|                                                         |                                                                                  |                                                                                  |                                                                                               |                                                                                               |                                                                                               |
| Configurazione                                          |                                                                                  |                                                                                  |                                                                                               |                                                                                               |                                                                                               |
| Carrozzeria: 3 porte                                    | Carrozzeria: 3 porte                                                             | Posizione motore: anteriore longitudinale                                        | Posizione motore: anteriore longitudinale                                                     | Trazione: posteriore                                                                          | Trazione: posteriore                                                                          |
| Dimensioni e pesi                                       |                                                                                  |                                                                                  |                                                                                               |                                                                                               |                                                                                               |
| Ingombri (lungh.×largh.×alt. in mm): 4460 × 1700 × 1380 | Ingombri (lungh.×largh.×alt. in mm): 4460 × 1700 × 1380                          | Ingombri (lungh.×largh.×alt. in mm): 4460 × 1700 × 1380                          | Ingombri (lungh.×largh.×alt. in mm): 4460 × 1700 × 1380                                       | Diametro minimo sterzata:                                                                     | Diametro minimo sterzata:                                                                     |
| Interasse: 2610 mm                                      | Interasse: 2610 mm                                                               | Carreggiate: anteriore ? - posteriore ? mm                                       | Carreggiate: anteriore ? - posteriore ? mm                                                    | Altezza minima da terra:                                                                      | Altezza minima da terra:                                                                      |
| Posti totali: 5                                         | Posti totali: 5                                                                  | Bagagliaio: 353-1465 litri                                                       | Bagagliaio: 353-1465 litri                                                                    | Serbatoio: 60 litri                                                                           | Serbatoio: 60 litri                                                                           |
| Masse                                                   | / in ordine di marcia: 1205 kg                                                   | / in ordine di marcia: 1205 kg                                                   | / in ordine di marcia: 1205 kg                                                                | / in ordine di marcia: 1205 kg                                                                | / in ordine di marcia: 1205 kg                                                                |
| Meccanica                                               |                                                                                  |                                                                                  |                                                                                               |                                                                                               |                                                                                               |
| Tipo motore: benzina ciclo otto a 4 cilindri in linea   | Tipo motore: benzina ciclo otto a 4 cilindri in linea                            | Tipo motore: benzina ciclo otto a 4 cilindri in linea                            | Cilindrata: 1993 cm³                                                                          | Cilindrata: 1993 cm³                                                                          | Cilindrata: 1993 cm³                                                                          |
| Distribuzione: bialbero 16 valvole                      | Distribuzione: bialbero 16 valvole                                               | Distribuzione: bialbero 16 valvole                                               | Alimentazione: iniezione elettronica multipoint indiretta Weber Marelli con turbina Garret T3 | Alimentazione: iniezione elettronica multipoint indiretta Weber Marelli con turbina Garret T3 | Alimentazione: iniezione elettronica multipoint indiretta Weber Marelli con turbina Garret T3 |
| Prestazioni motore                                      | Potenza: 204 CV a 6000 giri/min / Coppia: 276 a 4500 giri/min                    | Potenza: 204 CV a 6000 giri/min / Coppia: 276 a 4500 giri/min                    | Potenza: 204 CV a 6000 giri/min / Coppia: 276 a 4500 giri/min                                 | Potenza: 204 CV a 6000 giri/min / Coppia: 276 a 4500 giri/min                                 | Potenza: 204 CV a 6000 giri/min / Coppia: 276 a 4500 giri/min                                 |
| Accensione: elettronica magneti Marelli                 | Accensione: elettronica magneti Marelli                                          | Accensione: elettronica magneti Marelli                                          | Impianto elettrico: Magneti Marelli                                                           | Impianto elettrico: Magneti Marelli                                                           | Impianto elettrico: Magneti Marelli                                                           |
| Frizione: monodisco                                     | Frizione: monodisco                                                              | Frizione: monodisco                                                              | Cambio: manuale 5 marce Borg Warner T5                                                        | Cambio: manuale 5 marce Borg Warner T5                                                        | Cambio: manuale 5 marce Borg Warner T5                                                        |
| Telaio                                                  |                                                                                  |                                                                                  |                                                                                               |                                                                                               |                                                                                               |
| Corpo vettura                                           | monoscocca in acciaio                                                            | monoscocca in acciaio                                                            | monoscocca in acciaio                                                                         | monoscocca in acciaio                                                                         | monoscocca in acciaio                                                                         |
| Sterzo                                                  | cremagliera                                                                      | cremagliera                                                                      | cremagliera                                                                                   | cremagliera                                                                                   | cremagliera                                                                                   |
| Sospensioni                                             | anteriori: McPherson / posteriori: Multilink 3 a bracci                          | anteriori: McPherson / posteriori: Multilink 3 a bracci                          | anteriori: McPherson / posteriori: Multilink 3 a bracci                                       | anteriori: McPherson / posteriori: Multilink 3 a bracci                                       | anteriori: McPherson / posteriori: Multilink 3 a bracci                                       |
| Freni                                                   | anteriori: dischi 283 mm autoventilanti 4 pistoncini / posteriori: dischi 273 mm | anteriori: dischi 283 mm autoventilanti 4 pistoncini / posteriori: dischi 273 mm | anteriori: dischi 283 mm autoventilanti 4 pistoncini / posteriori: dischi 273 mm              | anteriori: dischi 283 mm autoventilanti 4 pistoncini / posteriori: dischi 273 mm              | anteriori: dischi 283 mm autoventilanti 4 pistoncini / posteriori: dischi 273 mm              |
| Pneumatici                                              | 205/50 ZR15 / Cerchi: 15x7                                                       | 205/50 ZR15 / Cerchi: 15x7                                                       | 205/50 ZR15 / Cerchi: 15x7                                                                    | 205/50 ZR15 / Cerchi: 15x7                                                                    | 205/50 ZR15 / Cerchi: 15x7                                                                    |
| Prestazioni dichiarate                                  |                                                                                  |                                                                                  |                                                                                               |                                                                                               |                                                                                               |
| Velocità: 240 km/h                                      | Velocità: 240 km/h                                                               | Velocità: 240 km/h                                                               | Accelerazione: 0-100 km/h in 6,8 s                                                            | Accelerazione: 0-100 km/h in 6,8 s                                                            | Accelerazione: 0-100 km/h in 6,8 s                                                            |
| Consumi                                                 | 9,7 l/100km                                                                      | 9,7 l/100km                                                                      | 9,7 l/100km                                                                                   | 9,7 l/100km                                                                                   | 9,7 l/100km                                                                                   |
| Omologazione: Euro 0                                    | Omologazione: Euro 0                                                             | Omologazione: Euro 0                                                             | Emissioni CO2: 226 g/Km                                                                       | Emissioni CO2: 226 g/Km                                                                       | Emissioni CO2: 226 g/Km                                                                       |
| Altro                                                   |                                                                                  |                                                                                  |                                                                                               |                                                                                               |                                                                                               |
| Rapporto di compressione                                | 8,0:1                                                                            | 8,0:1                                                                            | 8,0:1                                                                                         | 8,0:1                                                                                         | 8,0:1                                                                                         |
| Alesaggio x Corsa                                       | 90.8 x 77.0 mm                                                                   | 90.8 x 77.0 mm                                                                   | 90.8 x 77.0 mm                                                                                | 90.8 x 77.0 mm                                                                                | 90.8 x 77.0 mm                                                                                |
| Fonte dei dati:                                         |                                                                                  |                                                                                  |                                                                                               |                                                                                               |                                                                                               |

## Sierra RS500 Cosworth

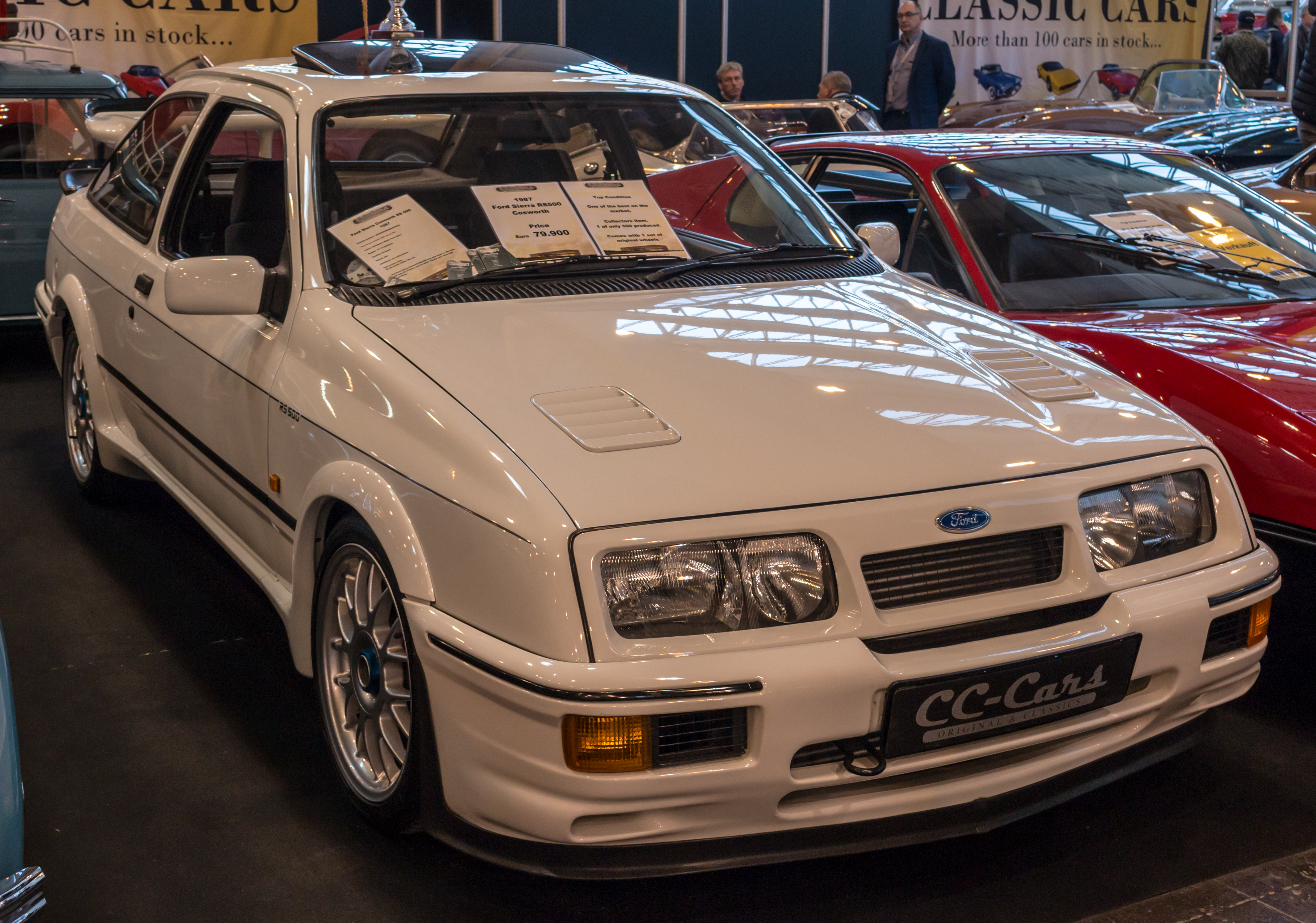
Ford Sierra RS500 Cosworth; si notino l'assenza dei fendinebbia, caratteristica di questa versione

Mike Moreton, che era a capo del team di sviluppo, aveva intenzione di realizzare una versione aggiornata e più evolutiva della Sierra Cosworth volta a rendere la vettura maggiormente competitiva in circuiti. Nel marzo 1987 venne incaricata la Aston Martin di Tickford per produrre le 500 vetture.
La Cosworth RS500 venne annunciata nel luglio 1987 e fu omologata nell'agosto 1987.
La differenza principale rispetto alla versione normale era il motore, potenziato e rinforzato, pensato per le competizioni. Il motore aveva un blocco cilindri con pareti più spesse per far fronte al maggiore carico dei pistoni, con alesaggio x corsa di 90,8 mm X 77 mm e cilindrata totale di 1993 cm³. Il turbocompressore Garrett AiResearch T04 era più grande con l'intercooler aria-aria maggiorato.
Inoltre era presente un secondo set composto da quattro iniettori Weber IW025 "gialli" e un secondo flauto del rail che non erano collegati alla pompa della benzina nella versione stradale, ma che invece servivano nelle competizioni per aumentare la potenza. La pompa del carburante, il sistema di lubrificazione dell'olio e il raffreddamento erano stati potenziati. La trave della sospensione del braccio posteriore aveva punti di ancoraggio maggiorati. La potenza del motore raggiunse i 224 CV/167 kW a 6000 giri/min, con una coppia di 277 Nm a 4500 giri/min.

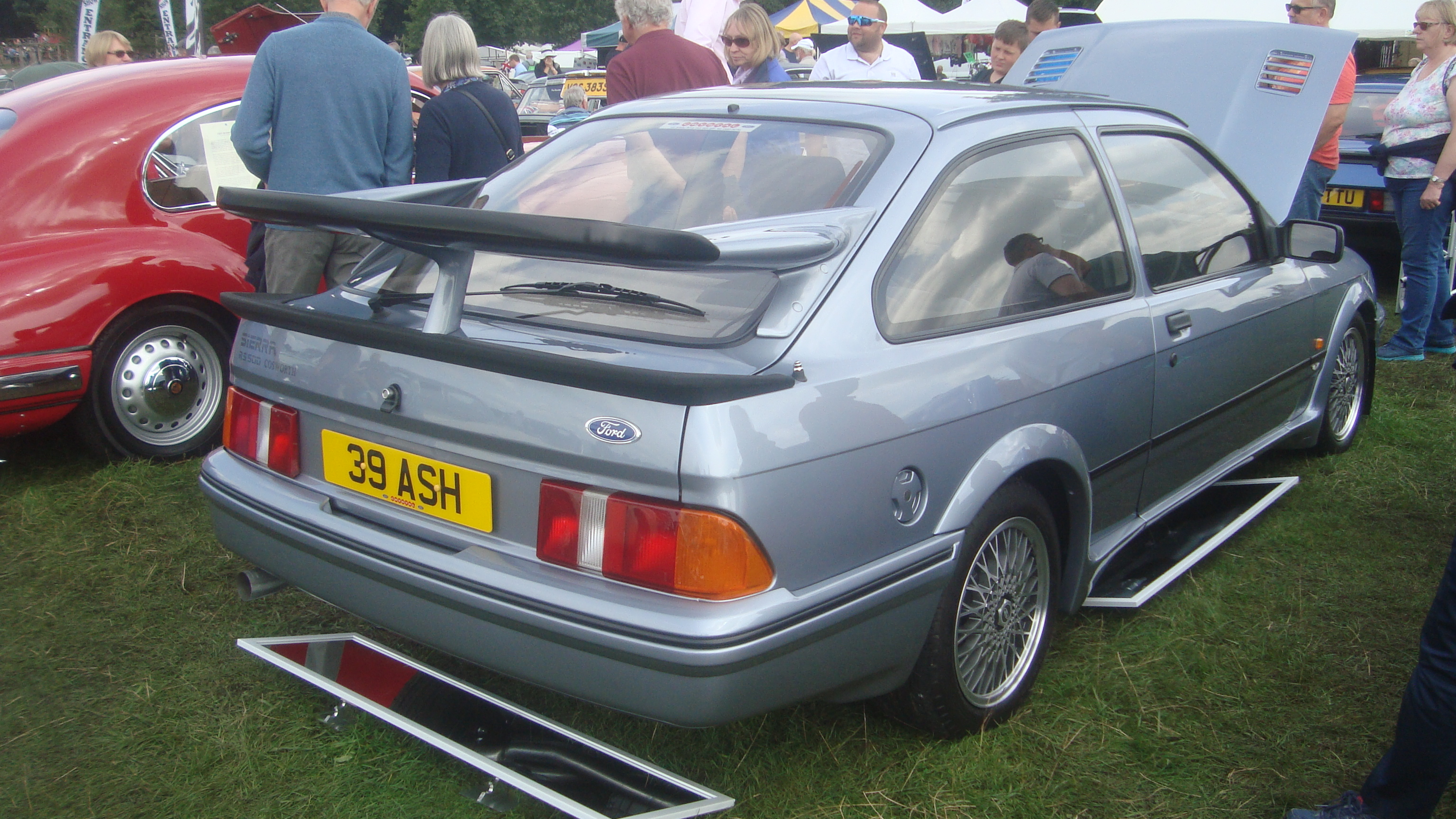
Retro di una RS500, con il doppio alettone maggiorato

La RS500 presentava anche piccole differenze estetiche. Sul bordo del portellone posteriore c'era uno spoiler inferiore supplementare e l'alettone superiore era più lungo. C'erano dei piccoli adesivi con il logo RS500 sul portellone posteriore e sui parafanghi anteriori. Sul paraurti anteriore c'era uno splitter inferiore ridisegnato e una griglia del radiatore nel paraurti più grande per favorire il raffreddamento, mentre i fendinebbia vennero sostituiti con delle griglie collegate a dei condotti per il raffreddamento per i freni. Questi accorgimenti aerodinamici generavano una deportanza rispetto alla versione normale superiore di 105 kg al retrotreno e 20 kg all'avantreno.
Sono stati prodotti 500 esemplari, tutti con guida a destra per il solo mercato del Regno Unito. Inizialmente era stato previsto che tutte le vetture sarebbero state nere, ma invece vennero realizzate 56 verniciate in bianco e 52 in grigio azzurro.

## Sierra Sapphire RS Cosworth

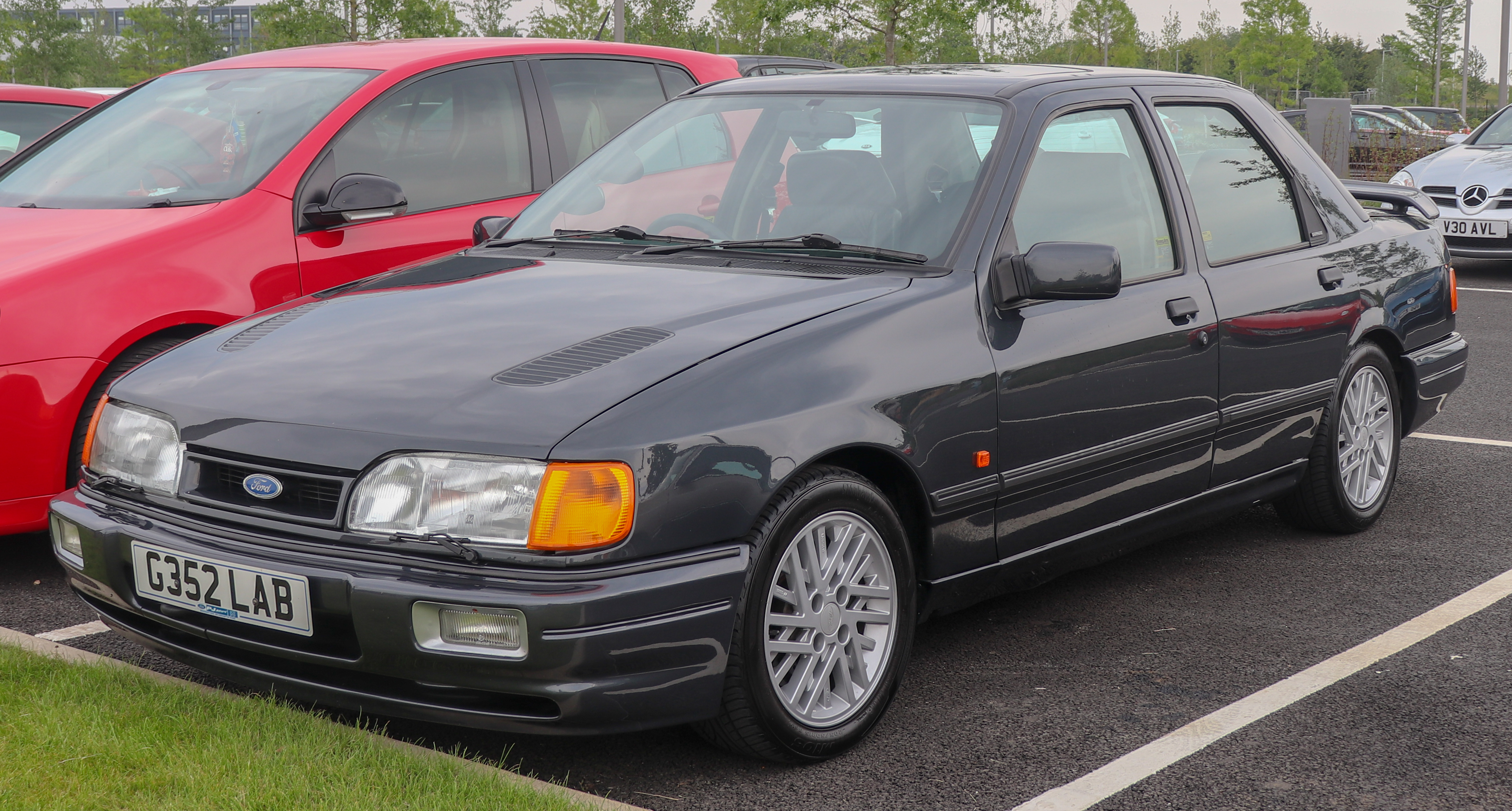
Ford Sierra Sapphire RS Cosworth

La seconda generazione della Sierra Cosworth si basava sulla coeva Sapphire a quattro porte e veniva assemblata a Genk in Belgio, con il motore Cosworth YBD che veniva costruito nel Regno Unito. Le sospensione erano essenzialmente le stesse, ma con alcune piccole modifiche alla geometria per adattarsi a uno stile di guida meno aggressivo e per favorire più la guidabilità rispetto alla maneggevolezza. Circa 13 140 esemplari furono prodotti durante il biennio 1988-1989 e furono i più numerosi di tutti i modelli di Sierra Cosworth.

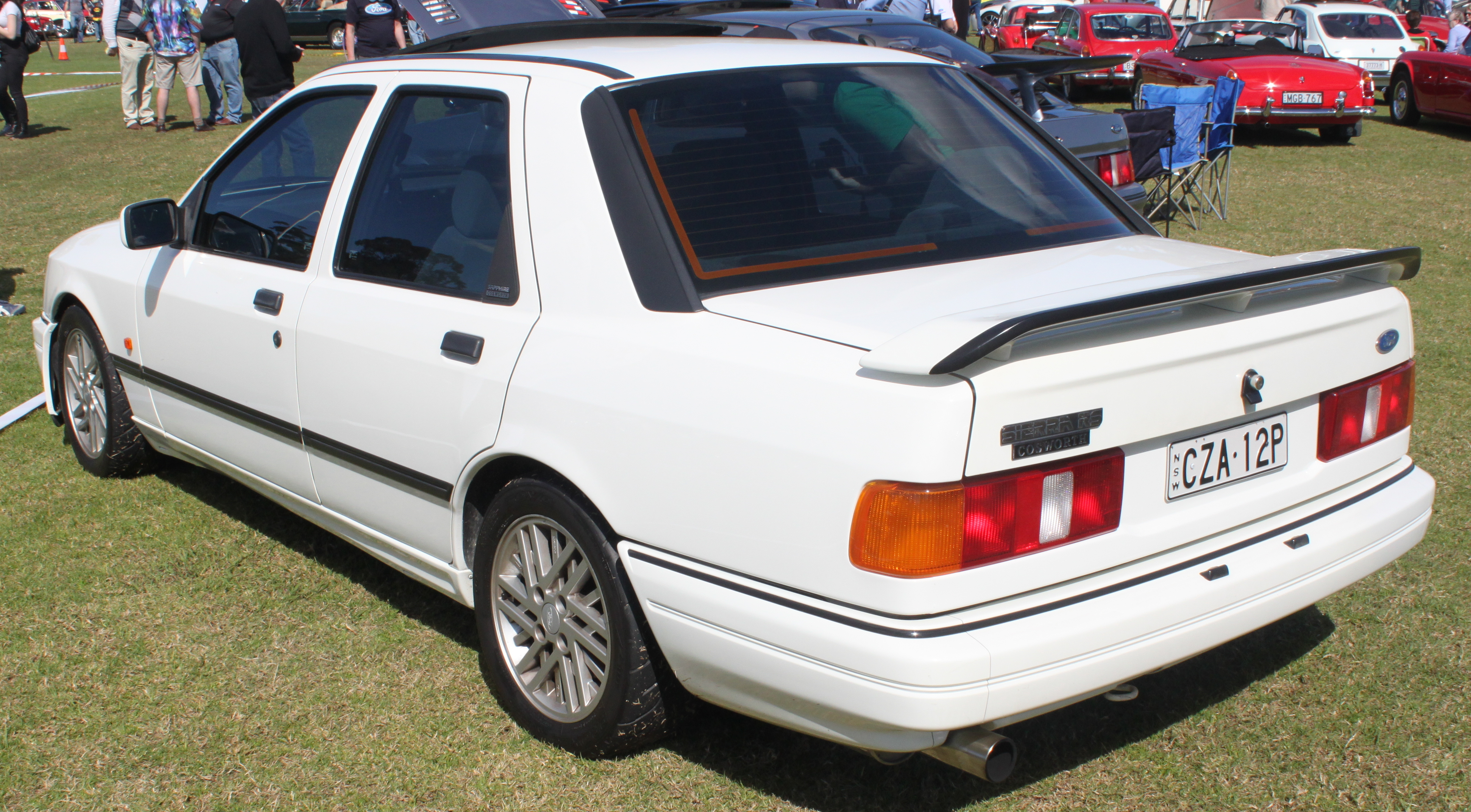
Posteriore Sapphire RS Cosworth

Nel Regno Unito le Sierra Sapphire RS Cosworth 1988-1989 sono contrassegnate con piccoli stemmini "Sapphire" posti sulle modanature dei finestrini delle portiere posteriori.
La Sapphire Cosworth, avendo un alettone posteriore più piccolo, fece registrare un coefficiente di resistenza aerodinamica di 0,33, consentendo così di registrare prestazioni velocistiche leggermente migliori (velocità massima superiore ai 150 mph e 0-60 mph in 6,1 secondi) rispetto alla Cosworth originale.

## Sierra RS Cosworth 4×4

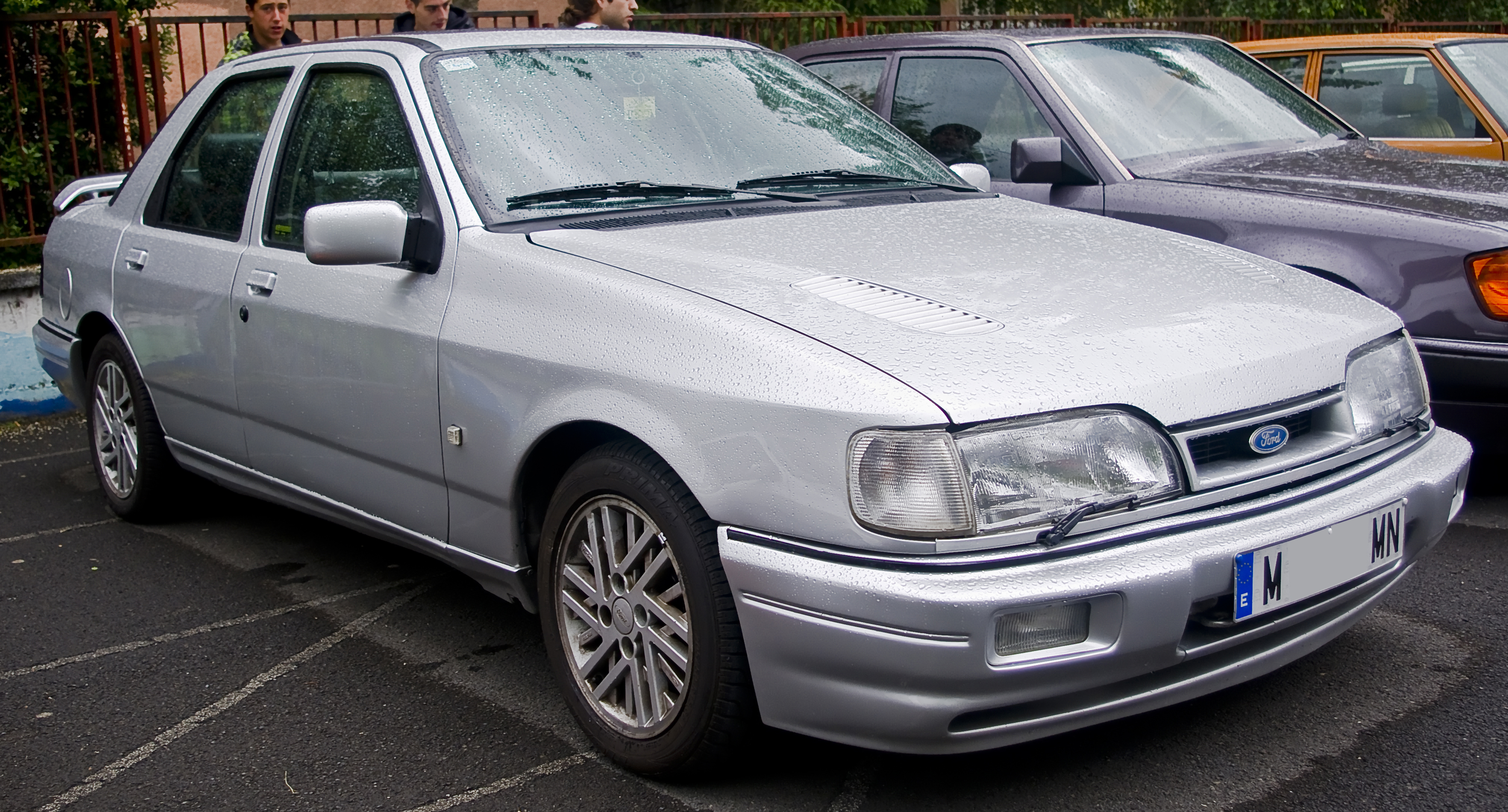
Ford Sierra Cosworth 4x4 del 1991

Nel gennaio 1990 fu lanciata la terza generazione della Sierra RS Cosworth, questa volta fornita di serie delle quattro ruote motrici. Già nel 1987 Mike Moreton e Ford Motorsport avevano iniziato a sviluppare una Sierra RS Cosworth a quattro ruote motrici che nei piani dell'azienda doveva rendere la Ford più competitiva nel Campionato del mondo di rally.
La versione 4x4 venne lanciata in concomitanza con il restyling della Sierra normale nel 1990.

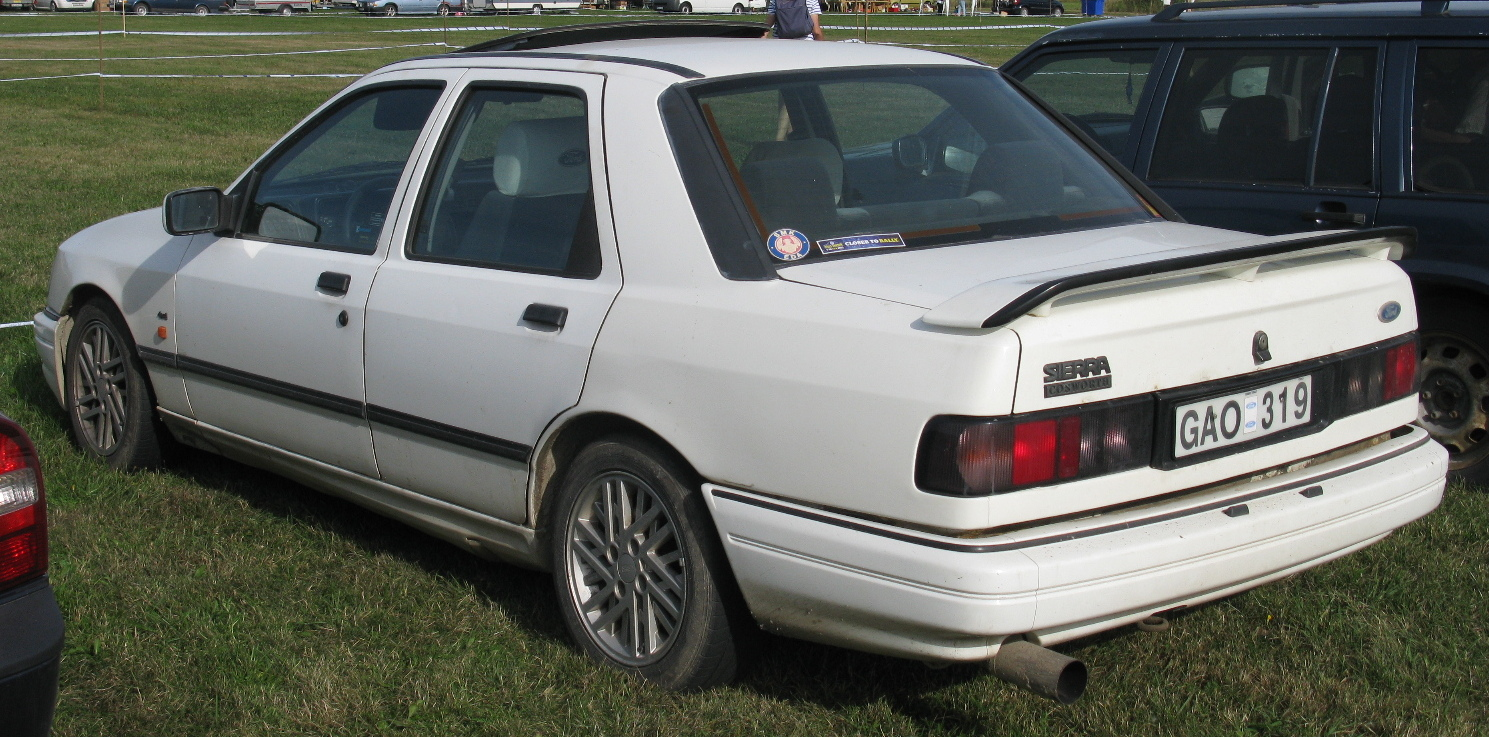
Retro della Cosworth 4x4

La 4x4 si distingueva esteticamente per la presenza delle feritoie sul cofano motore, come sull'originale coupé tre porte e che erano state rimosse sulla Sapphire 2WD. Il motore venne ulteriormente migliorato e fu siglato YBG con la marmitta catalitica e YBJ per quelle senza; la potenza arrivò a 220 CV erogati a 6250 giri/min e la coppia sviluppata era di 29,5 kg a 3500 giri/min. La prima differenza tra il vecchio motore YBD, stava nel coperchio per le valvole che ora era di colore verde, rispetto al rosso delle 2WD. La trazione integrale era dotata di un nuovo differenziale e cambio Ferguson MT75, con ripartizione della coppia 34% all'avantreno e 66% al retrotreno. Lo 0 a 100 veniva coperto in 5,9 secondi, mentre la velocità massima era di 242 km/h. Tutte queste modifiche fecero lievitare la massa di 100 kg rispetto alla 2WD.
La produzione continuò fino alla fine del 1992, quando la Sierra fu sostituita dalla Mondeo ST200. Tuttavia l'erede diretta della Sierra RS Cosworth fu la Escort RS Cosworth, che venne omologata per essere utilizzata nel Gruppo A a dicembre del 1992, proprio quando la Sierra RS Cosworth venne ritirata dalla produzione.

## Versioni da competizione
La Ford Sierra RS Cosworth nella sua versione sportiva, venne progettata per prendere parte a svariate tipologie di competizioni sia rallistiche che su circuito, per partecipare ai vari campionati turismo e rally nazionali e principalmente al Campionato del mondo rally, in cui ha militato tra il 1986 e il 1992. Vettura poliedrica, ha ottenuto svariati successi sia su asfalto e circuito, che su strada e sterrato.
Caratteristica principale della vettura era il motore Cosworth turbo da 2,0 litri.

## Risultati sportivi

### Turismo

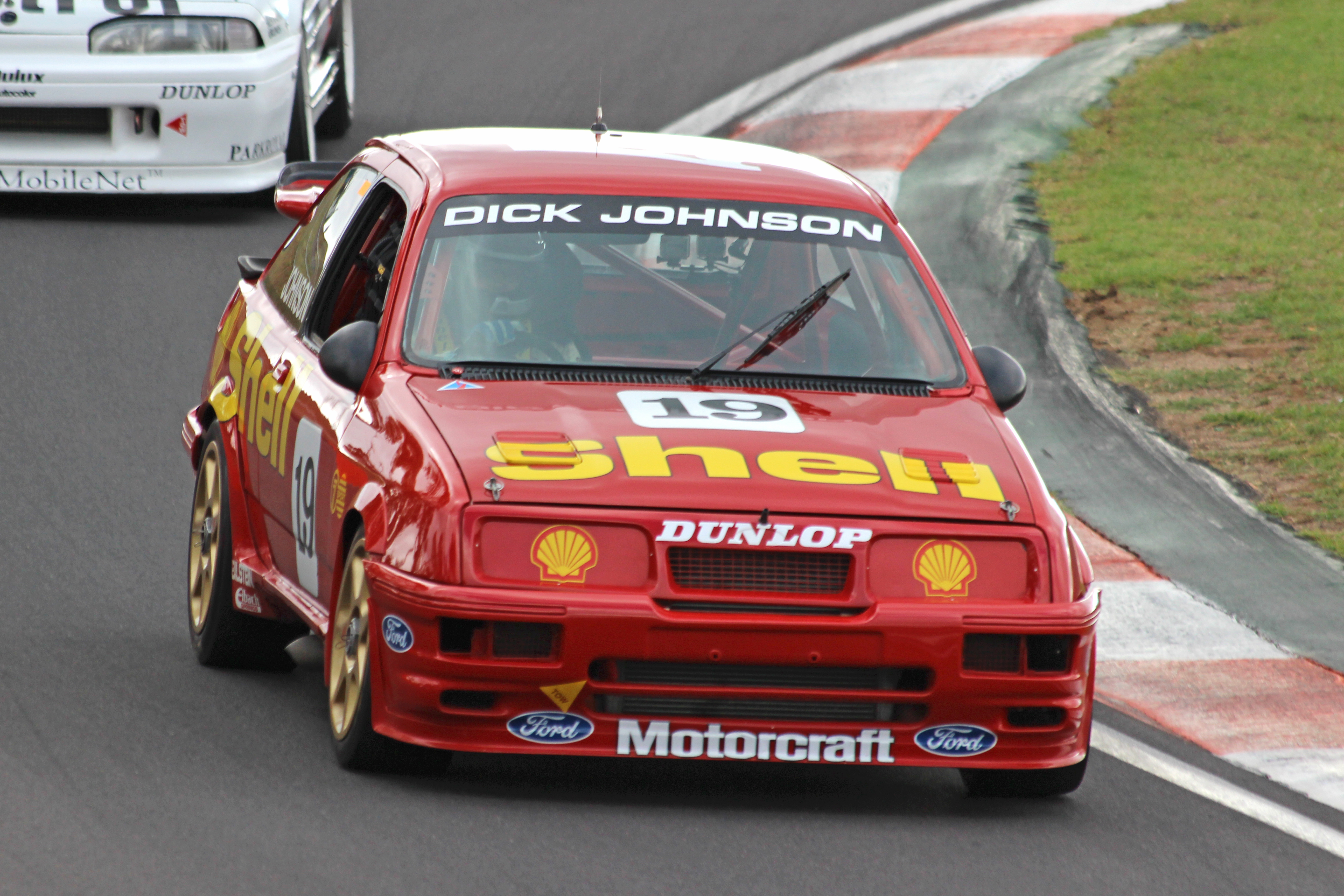
Ford Sierra RS500 del team Dick Johnson Racing in gara nel 1990

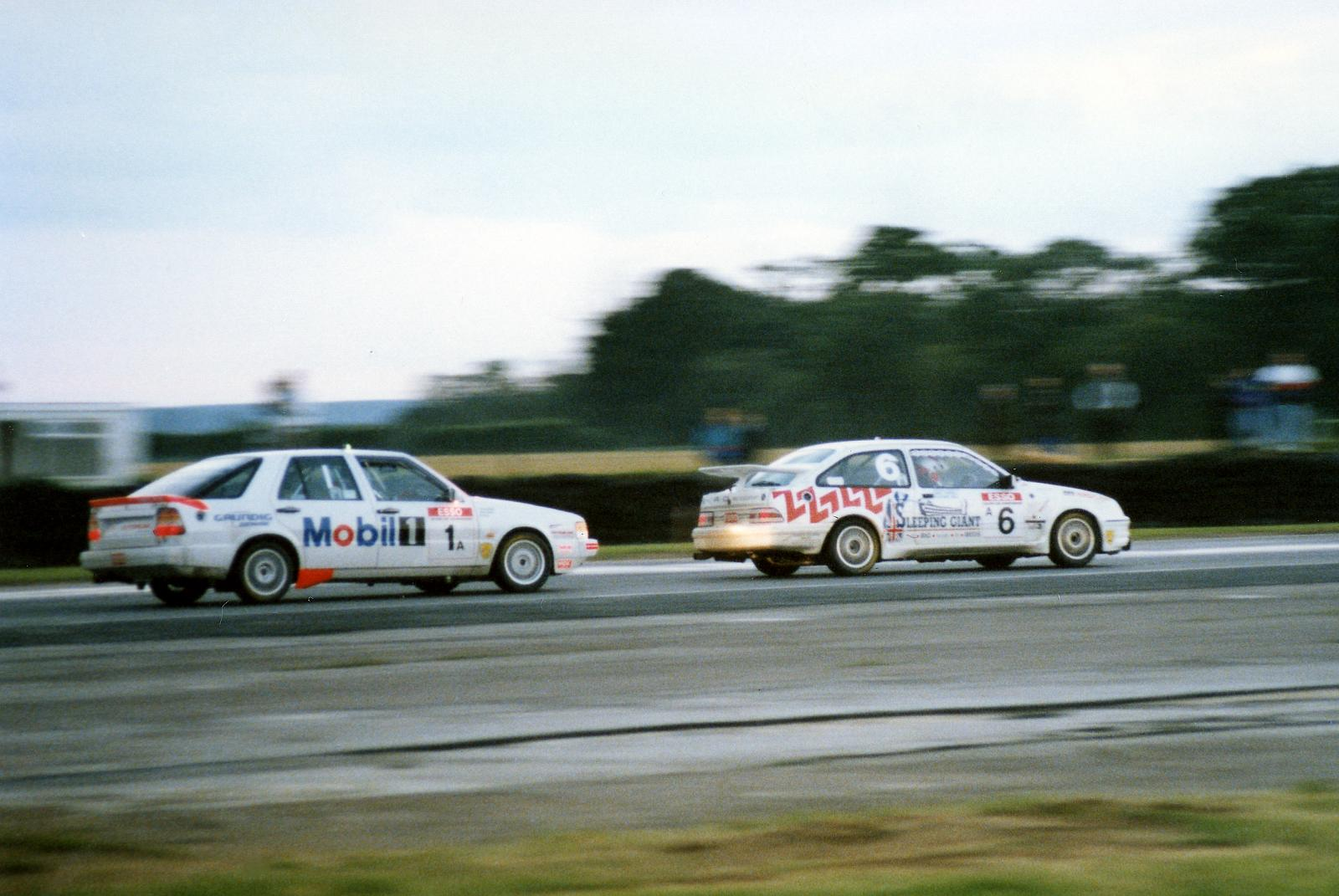
Saab 9000 e Ford Sierra Cosworth alla 24 ore di Willhire 1990

La versione da gara a differenza di quella stradale e per i regolamenti vigenti all'epoca in vigore nel Gruppo A, non differiva in modo significativo. Era stata alleggerita, arrivando
a 1035 kg e il motore potenziato a 370; mentre la RS500, pensava 1040 ed erogava 470 CV. Venne impiegata soprattutto nel campionato ETCC e WTCC.
Nell'agosto 1987 la Sierra RS500 Cosworth è stata omologata con un turbo più grande, un nuovo spoiler sul posteriore e una potenza extra di 100 cavalli. La Ford ha conquistato la pole position in sei eventi del Campionato Mondiale Turismo del 1987, vincendone quattro. La vettura venne squalifica alla Bathurst 1000 del 1987 in Australia per irregolarità nel pannello del passaruota, privando Klaus Ludwig e Klaus Niedzwiedz dell vittoria del campionato del mondo. Con il team Eggenberger Motorsport la vettura vinse la 24 Ore di Spa del 1989. Robb Gravett vinse nel 1990 il British Touring Car Championship su una Sierra RS500.
La RS500 ebbe successo nel DTM 1988 con Klaus Ludwig che vinse il campionato piloti e la Wolf Racing quello a squadre. Anche nelle competizioni australiane, con la Dick Johnson Racing, dominò i campionati australiani di turismo del 1988 e 1989, con Dick Johnson e John Bowe che terminarono primo e secondo in entrambi gli anni. Glenn Seton vinse l'Australian Endurance Championship nel 1990 alla guida di una Sierra RS500.

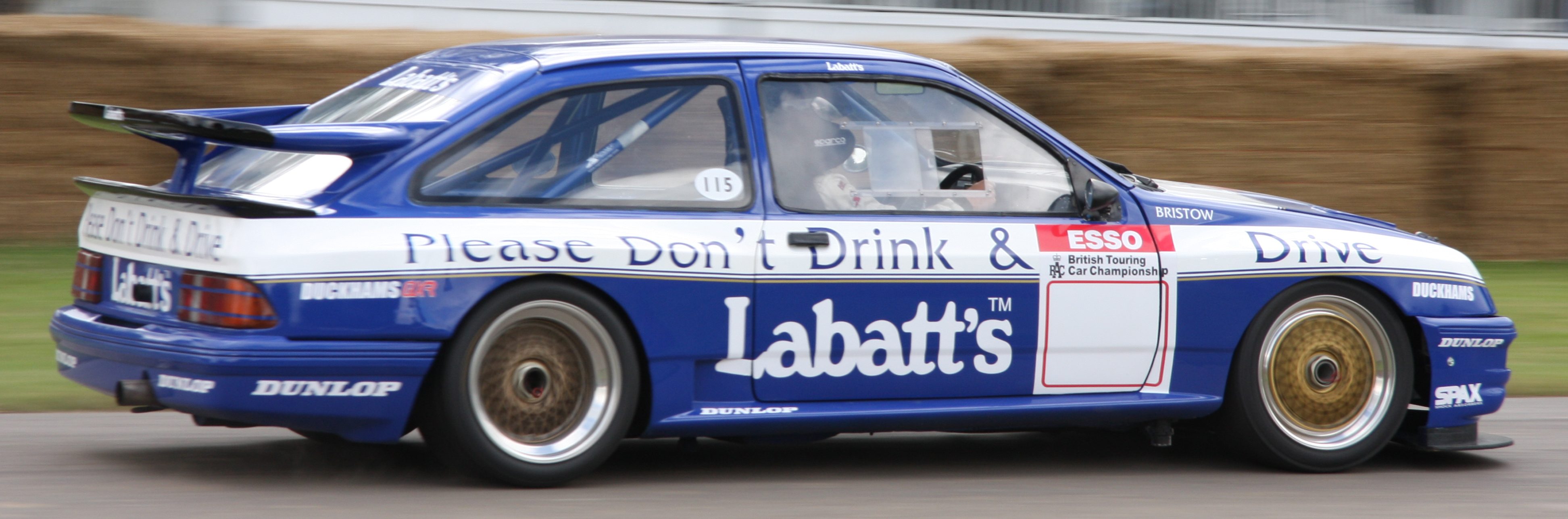
Ford Sierra RS500 impiegata nel BTCC

L'RS500 vinse due volte la Bathurst 1000: nel 1988 con Tony Longhurst e Tomas Mezera e nel 1989 con Johnson e Bowe; la Sandown 500 del 1988 con Allan Moffat e Gregg Hansford e la Sandown 500 del 1990 con Glenn Seton e George Fury. Robbie Francevic si laureò vincitore del campionato neozelandese di turismo nel 1989 e nel 1990 con il team Mark Petch Motorsport.

### Rally
La Sierra Cosworth è stata utilizzata anche nei rally. Dopo l'abolizione del Gruppo B nel Campionato del Mondo Rally alla fine del 1986, i costruttori dovettero utilizzare le auto del Gruppo A e Ford, come la maggior parte di essi, si trovò senza una vettura adatta a tale scopo.

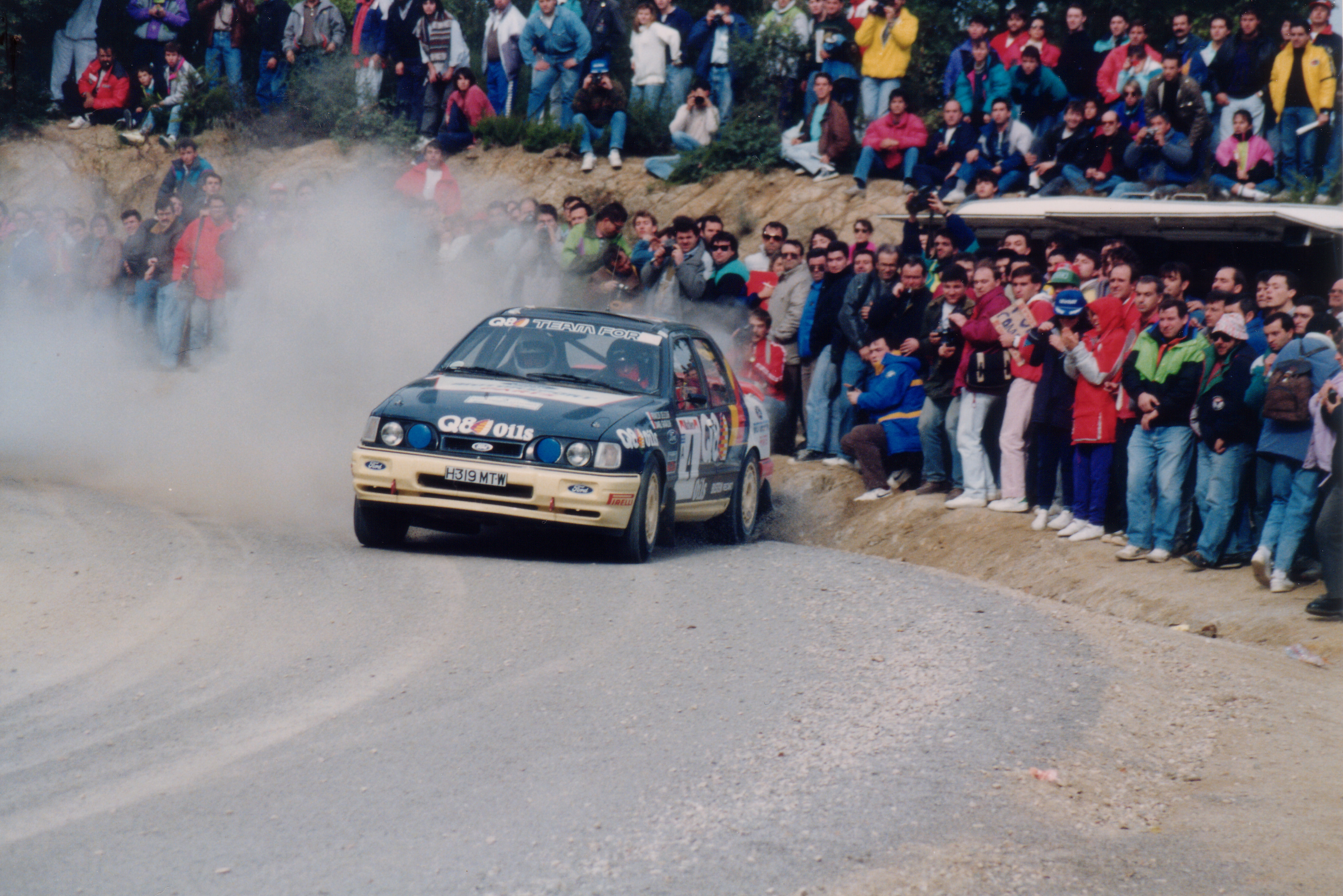
Delecourt su Sierra Cosworth al Rally di Catalogna 1991

Venne perciò pensionata la RS200 non più in linea con i nuovi regolamenti e fu deciso di schierare la Sierra, nelle versioni XR4x4 e in seguito con la Cosworth. La Sierra Cosworth grazie al suo motore più potente era in vantaggio sull'asfalto, ma con la sola trazione posteriore, non era abbastanza competitiva rispetto alle Lancia e Mazda a quattro ruote motrici sui fondi sterrati o sulla neve, mentre la Sierra XR4x4 a quattro ruote motrici aveva un motore vetusto che produceva circa 200 CV, in media 100 CV in meno rispetto alle Lancia. Per la stagione 1987 la Ford corse con entrambe, utilizzando l'XR4x4 sui fondi a scarsa aderenza e la Cosworth su asfalto, ma l'handicap di potenza dell'XR4x4 era troppo netto e dal 1988 la Ford utilizzò solo la Cosworth. Nel 1990 venne introdotta la Sierra RS Cosworth 4x4, ma non riuscì comunque ad essere abbastanza competitiva per puntare alla vittoria.
La Sierra Cosworth a trazione posteriore vinse un solo evento del Campionato del mondo di rally, ottenendo solo modesti piazzamenti con alla guida Stig Blomqvist, Carlos Sainz e Ari Vatanen, arrivando al massimo tra i primi cinque. Solo Didier Auriol riuscì a vincere un evento mondiale, il Rally di Corsica del 1988. Tra il 1987 e il 1992, il bilancio della Sierra nel mondiale rally fu di 14 podi, un secondo posto e titolo di vicecampione del mondo costruttori nel 1988 e terzo nel campionato costruttori del 1992.
Nei campionati nazionale durante la fine degli anni '80, Jimmy McRae vinse il British Rally Championship a bordo di una Sierra nel 1987 e 1988, mentre Carlos Sainz vinse il campionato spagnolo negli stessi anni.

## Palmarès

### Turismo
Campionati

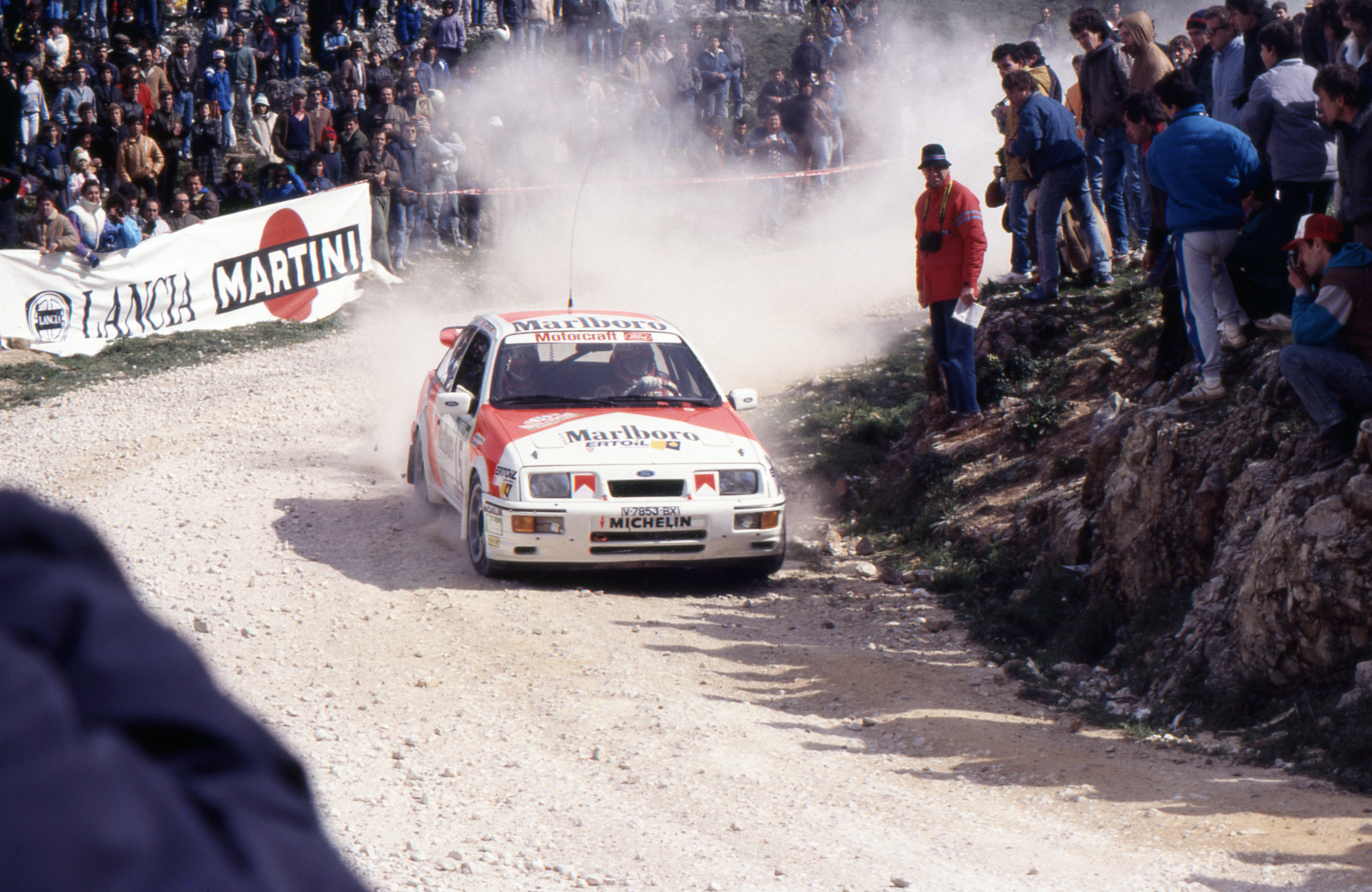
Sierra Cosworth al Rally del Portogallo 1988

- Campionato del mondo turismo - 1987
- Campionato australiano turismo - 1988, 1989
- Deutsche Tourenwagen Meisterschaft - 1988
- Campionato giapponese turismo - 1988, 1989
- Serie AMSCAR - 1988, 1989, 1990
- Nissan Mobil serie 500 - 1989, 1990
- Campionato neozelandese turismo - 1989, 1990, 1992
- British Touring Car Championship - 1990
- Campionato australiano Endurance - 1990

Gare
- Wellington 500 - 1987
- Fuji InterTEC 500 - 1987, 1988, 1989
- RAC Tourist Trophy - 1988
- Sandown 500 - 1988, 1990
- Bathurst 1000 - 1988, 1989
- Pukekohe 500 - 1988, 1989, 1990
- 800 chilometri di Digione - 1987
- 24 Ore del Nürburgring - 1987
- 24 Ore di Spa - 1989
- Gran Premio di Macao - 1989
- Gran Premio delle Vetture Turismo - 1987, 1988

### Rally
Campionati
- Campionato mondiale rally - 2° nel 1988 e 3° nel 1992
- Campionato britannico rally - 1987, 1988
- Campionato spagnolo rally - 1987, 1988 (con Carlos Sainz)
- Campionato tedesco rally - 1992
- Campionato francese rally - 1987, 1988, 1991, 1992
- Campionato svizzero rally - 1988, 1989
- Campionato polacco rally - 1991, 1992
- Campionato europeo rallycross - 1988, 1989, 1990, 1991, 1992

Gare
- 32º Tour de Corse - 1988
- Rally della Lanterna - 1988, 1989
- Rally di Polonia - 1988, 1989